# Émondeville
 Émondeville  là một xã thuộc tỉnh Manche trong vùng Normandie tây bắc nước Pháp. Xã này nằm ở khu vực có độ cao trung bình 7-37 mét trên mực nước biển.